# شينيا أواوتارو
شينيا أواوتارو (باليابانية: 阿渡 真也) (7 يونيو 1990 في كاناغاوا في اليابان – )؛ هو لاعب كرة قدم ياباني سابق كان يلعب كمدافع.

## وصلات خارجية
- شينيا أواوتارو على موقع رابطة كرة القدم اليابانية للمحترفين (اليابانية)
- شينيا أواوتارو على موقع قاعدة بيانات كرة القدم.إي يو (الإنجليزية)
- شينيا أواوتارو على موقع Soccerway.com (الإنجليزية)
- شينيا أواوتارو على موقع عالم كرة القدم.نت (الإنجليزية)